# Conférence de Céret
Pour les articles homonymes, voir Céret (homonymie).
La conférence de Céret est une réunion postérieure au Traité des Pyrénées qui avait pour mission d'établir avec précision les nouvelles limites entre la monarchie hispanique et la France à la suite de ce traité. À cette conférence, chaque partie a envoyé deux représentants. Du côté français étaient présents Pierre de Marca, archevêque de Toulouse et représentant le Principat de Louis XIV quand ce dernier était comte de Barcelone, ainsi que Mgr Hyacinthe Serroni, évêque d'Orange. Pour le côté hispanique, il y avait Miquel de Salbà i de Vallgornera, lieutenant du mestre racional (ca) de la Couronne d'Aragon, et Josep Romeu de Ferrer, membre de l'«Audiència de Catalunya».
Les délégués étaient soumis à une contrainte: arriver rapidement à un accord afin que l'on puisse célébrer le mariage entre Marie-Thérèse d'Autriche et Louis XIV, prévu par le traité. Ce mariage ne pouvait être célébré si on n'avait pas réglé tous les détails. Les deux cours avaient hâte que ce mariage soit célébré.
Le 22 mars 1660, la conférence s'est ouverte au Couvent des Capucins de Céret après de premières discussions dans une maison de la place des 9 jets de cette ville. L'ouverture était à la charge de Pierre de Marca qui a fait un discours plein d'érudition historique et géographique de la zone concernant ses intérêts. Dans ce discours, il a demandé que l'on remette à la France, en plus du Roussillon et du Conflent, la côte orientale de l'Empordan depuis Roses, toute la Cerdagne, le vall de Ribes, la Seu d'Urgell et la vicomté de Castelbon, étant donné que c'étaient des zones au nord des Pyrénées, pour se conformer à l'article 42 du Traité des Pyrénées.
À la mi-avril, la conférence s'est achevée sans accord. Ce fait a entraîné que ce sont à nouveau les négociateurs du Traité des Pyrénées qui ont dû décider du futur des territoires. Ainsi Luis de Haro et Hugues de Lionne à Saint-Jean-de-Luz ont négocié les derniers points et la distribution finale des territoires, avec le partage de la Cerdagne qui devait être résolu par un traité spécifique. Ce dernier point est intervenu le 28 mai 1660 et le 31 du même mois a été signée la clarification de l'article 42.

## Sources
- (ca) Cet article est partiellement ou en totalité issu de l’article de Wikipédia en catalan intitulé « Conferència de Ceret » (voir la liste des auteurs).